# Lukas Nagel
Lukas Nagel († 17. Februar 1611 in Münster) war Dompropst im Domkapitel Münster.

## Leben

### Herkunft und Familie
Lukas Nagel (auch Ludeke, Luke oder Ludolf genannt) wurde als Sohn des Lukas Nagel zu Itlingen und der Christina Elisabeth von Loe geboren und entstammte der westfälischen Uradelsfamilie von Nagel.
Er lebte mit Gertrud Erpenbeck im Konkubinat und hatte mit ihr drei Töchter und einen Sohn, die ihn allesamt beerbten. Sein Bruder Matthias war in den Jahren 1569 bis 1589, sein Onkel Jobst von 1569 bis 1572 Domherr in Münster.

### Wirken
Lukas wurde im Jahre 1569 zunächst Domherr und gehörte im Jahre 1577 im Domkapitel zum Parteiflügel mit protestantischer Gesinnung. Als Nachfolger Rudolfs von Münster erhielt er am 12. März 1581 das Archidiakonat Stadtlohn und im folgenden Jahr die Obedienz zu Schwienhorst. Im Jahre 1587 gelangte er in den Besitz der Burg Schöneflieth, die in der Täuferzeit für die Domherren eine wichtige Rolle gespielt hatte.
Seine Wahl zum Dompropst fiel auf den 5. März 1587. Wenige Tage später, am 14. März, bat er das Domkapitel, ihn nicht mit dem Amt zu belasten. Dennoch bestätigte es am 14. April die Wahl. Am 8. Juni 1587 erhielt er eine Instruktion zur Gesandtschaft an den Kurfürsten Ernst von Köln, der streng dem Katholizismus zugewandt war und als dessen Schutzmacht galt.